# Yoshiaki Hatakeda
Yoshiaki Hatakeda (japanska: 畠田 好章), född den 12 maj 1972 i Tokushima, Japan, är en japansk gymnast.
Han tog OS-brons i lagmångkampen i samband med de olympiska gymnastiktävlingarna 1992 i Barcelona.